# Bruno Bruskow
Bruno Bruskow (* in Lübeck; † 1487 ebenda) war ein Bürgermeister der Hansestadt Lübeck.

## Leben
Bruno Bruskow war einer der Söhne des Lübecker Ratsherrn Johann Bruskow. Gemeinsam mit seinem Bruder Johann begann er im August 1452 das Studium an der Universität Rostock. Zu Trinitatis 1465 wurden die Brüder Johann und Bruno Bruskow gemeinsam Mitglieder der patrizischen Zirkelgesellschaft in Lübeck. 1474 war Bruno Bruskow als Gesandter in Kopenhagen, um dort über das Hansekontor in Bergen zu verhandeln. 1475 wurde er in den Lübecker Rat erwählt. 1479 wurde er im Lübecker Rat zu einem der Bürgermeister bestimmt und vertrat die Stadt in Münster bei Waffenstillstandsverhandlungen mit den Niederlanden. 1480 stimmte Bruskow mit dem Hamburger Rat in Hamburg die weitere Vorgehensweise mit Bezug auf die Niederländer ab. 1482 vermittelte er einen Vergleich zwischen Mecklenburg und der Stadt Danzig. Er war für Lübecks Außenbeziehungen weiter 1484 in Kopenhagen, 1486 in Wilsnack und 1487 in Buxtehude tätig.
Bruno Bruskow war mit Geseke, einer Tochter des Lübecker Bürgers Lambert Vroling, verheiratet und bewohnte das Haus Breite Straße 10 in Lübeck.